# Olympische Winterspiele 2014/Biathlon – Massenstart (Frauen)
Das 12,5-km-Massenstartrennen der Frauen im Biathlon bei den Olympischen Winterspielen 2014 fand am 17. Februar 2014 um 19:00 Uhr im Laura Biathlon- und Skilanglaufzentrum statt. Die Belarussin Darja Domratschawa leistete sich insgesamt nur einen Schießfehler und sicherte sich somit die Goldmedaille. Silber ging an Gabriela Soukalová aus der Tschechischen Republik, die ebenfalls nur einen Schießfehler hatte. Die Bronzemedaille gewann die Norwegerin Tiril Eckhoff.

## Wettkampfbeschreibung
Beim Massenstart über 12,5 km gingen 30 Athletinnen gleichzeitig ins Rennen. Diese stellten sich in zehn Reihen zu drei Athletinnen auf. Es wurden vier gleich lange Runden gelaufen, nach den ersten vier Runden war jeweils einmal der Schießstand anzulaufen. Geschossen wurde in der Reihenfolge liegend/liegend/stehend/stehend. Für jede nicht getroffene Scheibe musste die Athletin eine Strafrunde von 150 m Länge absolvieren. Für die Qualifikation des Massenstartrennens galten bei Olympischen Spielen die gleichen Qualifikationskriterien wie bei Biathlon-Weltmeisterschaften. Mit Startnummern 1–3 gingen die Goldmedaillengewinnerinnen der vorherigen Einzelwettkämpfe ins Rennen, mit Startnummern 4–6 die Silber- und mit 7–9 die Bronzemedaillengewinnerinnen. Außerdem erhielten die 15 besten Athletinnen der Gesamtwertung des laufenden Biathlon-Weltcups ein Startrecht. Die Anzahl der restlichen Startplätze orientierte sich daran, wie viele Athletinnen in den vorangegangenen Wettkämpfen mehr als eine Medaille gewonnen hatten und so einer oder mehrere Startplätze der ersten neun Athletinnen nicht besetzt wurden. Die nachfolgenden Athletinnen rückten dann automatisch mit ihrer Startnummer auf. Die mindestens sechs übrigen Startplätze wurden an die Athletinnen vergeben, die nach dem Punktesystem des Biathlon-Weltcups die meisten Punkte in den vorangegangenen Rennen gewonnen hätten. Ein persönliches Startrecht für die Massenstartsiegerin des Vorjahres wie bei den Biathlon-Weltmeisterschaften gab es nicht.
Totalanstieg: 295 m, Maximalanstieg: 28 m, Höhenunterschied: 29 m 

30 Teilnehmerinnen aus 15 Ländern, davon 26 in der Wertung.

## Ergebnisse
| Platz | Sportlerin                   | Land        | Zeit (min) | Strafrunden (L+L+S+S) | Differenz (min) |
| ----- | ---------------------------- | ----------- | ---------- | --------------------- | --------------- |
| 1     | Darja Domratschawa           | Belarus     | 35:25,6    | 1 (0+0+0+1)           | –               |
| 2     | Gabriela Soukalová           | Tschechien  | 35:45,8    | 1 (0+0+0+1)           | +0:20,2         |
| 3     | Tiril Eckhoff                | Norwegen    | 35:52,9    | 1 (0+1+0+0)           | +0:27,3         |
| 4     | Teja Gregorin                | Slowenien   | 36:05,0    | 0 (0+0+0+0)           | +0:39,4         |
| 5     | Monika Hojnisz               | Polen       | 36:20,5    | 0 (0+0+0+0)           | +0:54,9         |
| 6     | Kaisa Mäkäräinen             | Finnland    | 36:27,1    | 2 (0+0+1+1)           | +1:01,5         |
| 7     | Olena Pidhruschna            | Ukraine     | 36:37,1    | 0 (0+0+0+0)           | +1:11,5         |
| 8     | Veronika Vítková             | Tschechien  | 36:49,3    | 0 (0+0+0+0)           | +1:23,7         |
| 9     | Selina Gasparin              | Schweiz     | 36:54,9    | 2 (0+1+1+0)           | +1:29,3         |
| 10    | Anaïs Bescond                | Frankreich  | 36:55,3    | 3 (0+0+3+0)           | +1:29,7         |
| 11    | Susan Dunklee                | USA         | 36:57,9    | 3 (0+1+1+1)           | +1:32,3         |
| 12    | Walentyna Semerenko          | Ukraine     | 37:03,5    | 2 (0+0+2+0)           | +1:37,9         |
| 13    | Karin Oberhofer              | Italien     | 37:03,6    | 2 (0+0+1+1)           | +1:38,0         |
| 14    | Tora Berger                  | Norwegen    | 37:07,8    | 2 (0+1+1+0)           | +1:42,2         |
| 15    | Nadseja Skardsina            | Belarus     | 37:08,0    | 2 (0+0+1+1)           | +1:42,4         |
| 16    | Wita Semerenko               | Ukraine     | 37:03,5    | 2 (0+0+2+0)           | +1:37,9         |
| 17    | Andrea Henkel                | Deutschland | 37:19,2    | 1 (0+0+1+0)           | +1:53,6         |
| 18    | Krystyna Pałka               | Polen       | 37:33,9    | 2 (1+0+1+0)           | +2:08,3         |
| 19    | Weronika Nowakowska          | Polen       | 37:35,2    | 4 (1+0+2+1)           | +2:09,6         |
| 20    | Éva Tófalvi                  | Rumänien    | 37:50,9    | 2 (1+0+0+1)           | +2:25,3         |
| 21    | Julija Dschyma               | Ukraine     | 38:10,8    | 4 (0+0+2+2)           | +2:45,2         |
| 22    | Ann Kristin Flatland         | Norwegen    | 38:15,6    | 2 (0+1+1+0)           | +2:50,0         |
| 23    | Dorothea Wierer              | ITA         | 38:37,4    | 3 (1+2+0+0)           | +3:11,8         |
| 24    | Anastasiya Kuzmina           | Slowakei    | 38:50,3    | 5 (0+2+2+1)           | +3:24,7         |
| 25    | Megan Imrie                  | Kanada      | 38:59,0    | 5 (1+0+1+3)           | +3:33,4         |
| 26    | Franziska Hildebrand         | Deutschland | 39:09,5    | 3 (1+0+1+1)           | +3:43,9         |
|       | Elisa Gasparin               | Schweiz     | DNF        | 1 (0+1)               |                 |
| DSQ   | Evi Sachenbacher-Stehle (4.) | Deutschland | 35:53,9    | 0 (0+0+0+0)           | +0:28,3         |
| DSQ   | Olga Wiluchina (21.)         | Russland    | 38:05,3    | 2 (1+0+0+1)           | +2:39,7         |
| DSQ   | Olga Saizewa (23.)           | Russland    | 38:14,2    | 1 (0+0+1+0)           | +2:48,6         |

Das Internationale Olympische Komitee disqualifizierte Evi Sachenbacher-Stehle (Deutschland) sowie Olga Wiluchina und Olga Saizewa (beide Russland) nachträglich wegen Dopings.